# 호라티우스 씨족

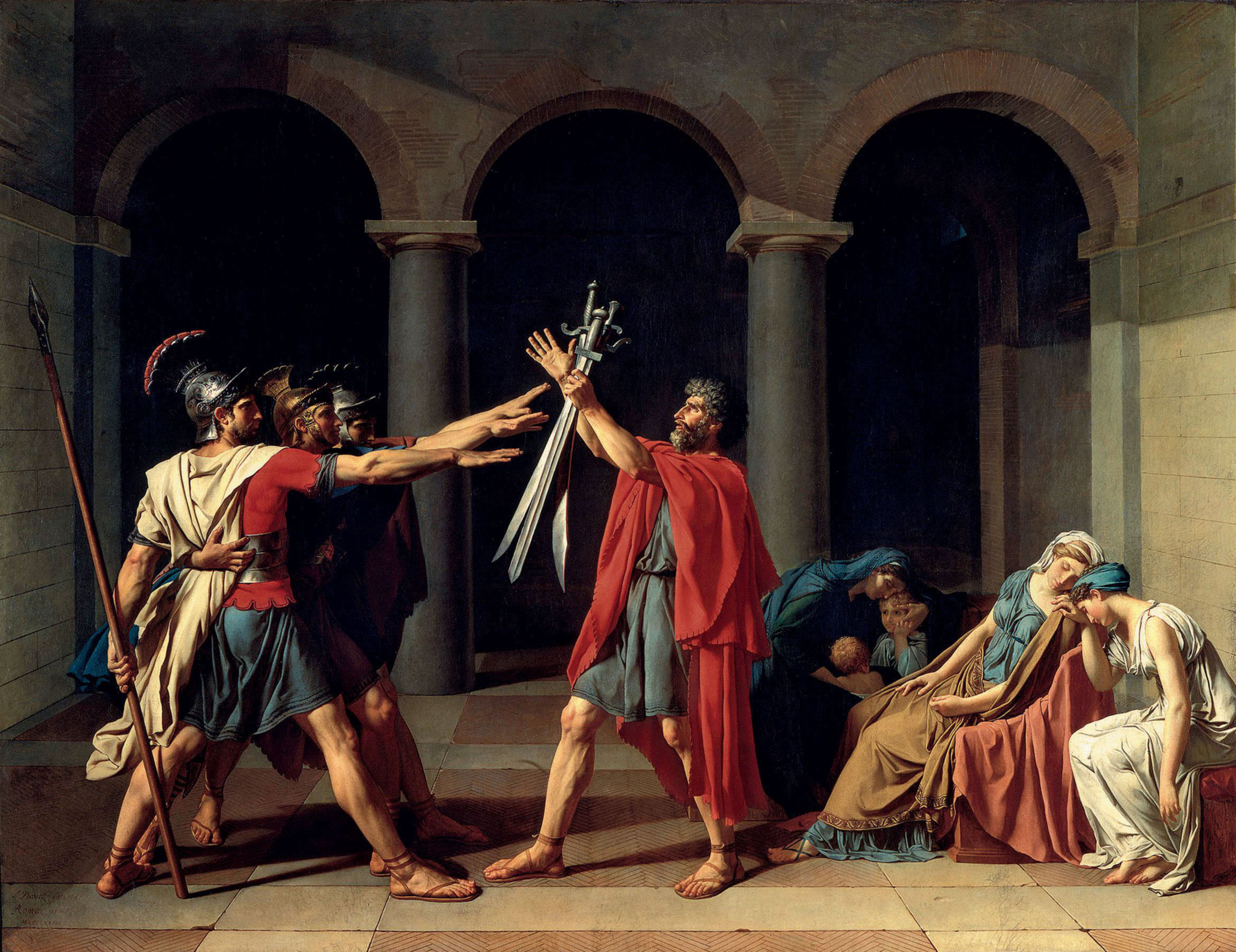
《호라티우스 형제의 맹세》
자크루이 다비드 1784년작, 루브르 박물관 소장

호라티우스 씨족(영어: Horatia gens)은 고대 로마의 귀족 가문이었다. 전설에서 호라티우스 씨족은 로마의 3번째 왕인 툴루스 호스틸리우스의 시대까지 거슬러 올라간다. 호라티우스 씨족의 일원인 마르쿠스 호라티우스 풀빌루스는 공화국 원년인 기원전 509년과 507년에 집정관으로 재직했다. 호라티우스 씨족 중 가장 유명한 인물은 기원전 508년경 라르스 포르세나의 군대에 맞서 수블리키우스 다리를 지켰던 그의 조카 호라티우스 코클레스이다.

## 같이 보기
- 고대 로마
- 파트리키